# Włostowice (województwo łódzkie)
Włostowice – wieś w Polsce położona w województwie łódzkim, w powiecie łęczyckim, w gminie Piątek.
W latach 1339–1793 wieś leżała w granicach województwa łęczyckiego.
W latach 1975–1998 miejscowość należała administracyjnie do województwa płockiego.

## Urodzeni we Włostowicach
- Robert Watson-Priestfield-Aithernay – nadintendent skarbca i tajny radca króla Stanisława Augusta Poniatowskiego